# Самотраки
Самотраки (на гръцки: Σαμοθράκη) е остров в Гърция в североизточната част на Бяло море. Островът принадлежи към префектура Еврос. Намира се на няколко километра от морската граница между Турция и Гърция.

## География

### Положение, големина, релеф
Островът е разположен в крайната североизточна част на Бяло море между островите Лимнос (на 42 km на юг-югозапад), Имврос (на 24 km на юг-югоизток) и Тасос (на 60 km на запад-северозапад) и на 42 km на юг-югозапад от град Александруполис. Площта му е 178 km², а дължината от запад на изток – 21 km. 
Островът има овална форма, с дължина на бреговата линия 59 km, като от тях 35 km са плажове, предимно застлани с дребни камъни. 
В централната му част се издига планината Саос с най-висок връх Фенгари, 1611 m н. в. (от гр.φεγγάρι- Луна) (Името Фенгари означава „толкова висок, че скрива Луната“. За Саос Омир казва, че там стоял Посейдон, за да гледа битките по време на Троянската война). Саос е шестата по височина планина на островите в Бяло море след Дирфи (1743 m н. в.) на Евбея и Кедрос (1777 m н. в.), Дикти (2148 m н. в.), Лефка Ори (2453 m н. в.) и Ида (2456 m н. в.) на Крит.

### Геоложки строеж
Изграден е основно от гнайси, амфиболити и мрамори. В подножието на планината бликат няколко минерални извора. 

### Флора
Големи части от острова са покрити със средиземноморска храстова растителност, а тук-таме се срещат и малки дъбови горички. Основен поминък на населението са отглеждането на маслини, развъждането на кози и риболов, а през последните години - и туризъм.

### Населени места
Според последните данни постоянните жители на острова са 3083 души.
Главният град на острова се нарича Хора (от гръцки „селище“) както други главни селища по гръцките острови. Носи още името Самотраки. До края на XIX в. Хора е единственото селище на острова, притежаващо почти цялата обработваема земя с изключение на няколко малки части, собственост на Светогорски манастири. През лятото населението се пръска ежегодно по полето за земеделска работа във временни жилища, които по-късно прерастват в днешните селища.
Селищата на острова към 1928 г. според Димитър Яранов са 8 – главното Хора и седем колибарски села – Лакома, Алоня, Ксиропотамос, Курмети (Св. Илия), Камариотиса (бившия островен пристан), Палеополис (при развалините на праисторическото селище), Макрилиес. Заедно те наброяват тогава 3866 души:
| селище       | жители |
| ------------ | ------ |
| Хора         | 2055   |
| Лакома       | 497    |
| Алоня        | 459    |
| Ксиропотамос | 331    |
| Курмети      | 184    |
| Камариотиса  | 149    |
| Палеополис   | 97     |
| Макрилиес    | 94     |

Главният и сега (20.-21.век) курорт на острова се нарича Терма (заради минералните си бани) и се е използвал още от римски времена.

## Икономика
Икономиката на Самотраки се базира на приходите от туризма и риболова.

## История

### Име
В древността островът е бил известен с името Дардания. В епохата след троянската война владетел на остров Самос е цар Леогор, син на Прокъл и внук на Питерей, царувал последно в Епидавър преди идването на дорийците в Арголида. Андрокъл, атински принц, основател и цар на Ефес напада Самос и прогонва обитателите му. Част от тях заселват Дардания и от тогава островът носи името Самотраки (тракийският Самос). Според Страбон самосци кръщават острова Самос със значение "височини" (σάμοι), а преди това името му е било Мелите.

### Гръцка колонизация
Гърците се заселват към 7 в. пр.н.е., като част от Гръцката колонизация. Тук е разположено Светилището на Великите богове, известно със своите религиозни мистерии, сходни на Елевзинските мистерии. В Археологическия музей на Самотраки има много находки, намерени в светилището, както и копие на известната статуя Нике от Самотраки (Победата, Виктория) (висока 2,75 м), чийто оригинал стои в Лувъра, също намерена на територията му. 
Архитектурни паметници, открити при разкопките, са: 
Скални олтари (2-ро хилядолетие пр.н.е.).
Анакторон (храм за посвещение в ниската степен на мистерията, датиран от около 500 г. пр.н.е).
Хиерон (или така наречения „Нов храм“, използван за посвещение във висшата степен на мистериите, датиран от около 300 – до 150 г. пр.н.е.). 
Т. нар. „Зала на хоровите танци“, съкровищница.
Олтарен двор. 
„Ротондата на Арсиное“, кръгово пространство с каменни седалки от V в. пр.н.е.
Пропилеи (параден вход към храма)(от около 340 г. пр.н.е.), 
Битови сгради, некропол.

### ВСредновековието
След края на Елинистичната епоха Самотраки е в границите на Римската империя, а сведенията за него са оскъдни. През XII-и век островът е генуезка колония заедно с част от островите по западния малоазийски бряг. Генуезки заселници от тази епоха внасят на острова типично италиански фамилни имена.

### ВОсманската империя
Островът е завладян от турците през 1456 година, но вероятно заради липсата му на стратегическа значимост и неплодородни земи, не е колонизиран. Администрацията му била от местни гърци, няма спомен на острова да са живели турци. В началото на XIX век на Самотраки има едно селище с около 300 къщи и население 1800-2000 души. Населението на острова постоянно намалява заради постоянното изселване, главно на ловци на сюнгери, търсещи работа по южните гръцки острови. Към началото на XX век изселничеството намалява, а броят на населението слабо се увеличава до малко под 4000 души.

### В наши дни
По време на Втората световна война (1941 – 1944) на Самотраки има българска администрация, както и на близкия остров Тасос, с чиято история, както и с тези на други околни земи, тази на Самотраки също е силно свързана.

## Самотраки днес

### Демови секции
- Алония
- Ано Кариотес
- Дафнес
- Исомата
- Камариотиса
- Кастели
- Като Кариотес
- Керасия
- Китада
- Лакома
- Макрилиес
- Мнимата
- Палеополи
- Перазмата
- Профитис Илиас
- Ребуцадика
- Самотраки
- Терма
- Ксиропотамос

### Транспорт
Между залива Камариотисас на Самотраки и Александруполис се движи ферибот, друг свързва острова с Кавала, а има връзки и с Лаврио и с останалите острови в Бяло море.